# Frans (Ain)
Frans – miejscowość i gmina we Francji, w regionie Owernia-Rodan-Alpy, w departamencie Ain.

## Demografia
Według danych na styczeń 2012 r. gminę zamieszkiwało 2019 osób, a gęstość zaludnienia wynosiła 253 osoby/km².